# Octávio Brandão
Octávio Brandão Rego (Viçosa, 12 de setembro de 1896 — Rio de Janeiro, 15 de março de 1980) foi um farmacêutico, político e ativista brasileiro, militante e teórico do Partido Comunista Brasileiro (PCB) que influenciou uma geração de militantes de esquerda e foi responsável pela difusão dos conceitos marxistas no Brasil.

## Biografia

### Formação e primeiros anos
Octávio Brandão nasceu na cidade de Viçosa, no interior do estado de Alagoas no ano de 1896.
No início do século XX, Brandão, numa época em que a oligarquia latifundiária e o poder político interferiam com muito mais virulência no cotidiano do Estado, chocou a sociedade alagoana com seus conceitos e atitudes libertárias. Filho de uma tradicional família católica, aos 16 anos rompeu com o catolicismo, para o desespero de seus familiares. Precursor da reforma agrária no Brasil, se aventurou em peregrinações pelo interior de Alagoas e pregou a divisão da terra.
Com menos de 20 anos, Octávio Brandão iniciou na luta pela jornada de trabalho de oito horas, causando incômodo na burguesia local sendo ameaçado de morte e teve de deixar sua terra natal.
Fez parte do movimento anarquista brasileiro das primeiras décadas do século XX. Seu primeiro trabalho intelectual, Aspectos Pernambucanos nos Fins do Século XVI, foi publicado em 1914 no Diário de Pernambuco.
Graduou-se pela Universidade do Recife, atual Universidade Federal de Pernambuco (UFPE) na graduação de Farmácia. No ano de 1919, Astrojildo Pereira o visitava na farmácia em que trabalhava e emprestava alguns livros marxistas. E, assim, começou a ler as traduções francesas de livros de Karl Marx, Friedrich Engels e Lênin.

### Militância
No ano de 1920, ligou-se ao Grupo Clarté de Paris e através do Grupo Comunista Brasileiro Zumbi filiou-se ao Partido Comunista Brasileiro (PCB), no segundo semestre de 1922, tornando-se dirigente nacional.
No ano de 1923, Octávio Brandão realiza a primeira tradução brasileira do Manifesto Comunista de Marx e Engels, a partir da edição francesa de Laura Lafargue, que foi publicada no jornal sindical Voz Cosmopolita.
Em 1924 inicia o Agrarismo e industrialismo: ensaio marxista-leninista sobre a revolta de São Paulo e a guerra de classes no Brasil no qual tenta aplicar as bases do Imperialismo: Fase Superior do Capitalismo de Lenin à realidade brasileira, mas acaba colocando o Industrialismo como um polo que se deveria apoiar contra o Agrarismo conservador. Concluiu a parte fundamental do livro menos de um mês depois. O texto, em forma de esboço, circulou em cópias datilografadas, servindo de subsídio para as teses que Astrojildo Pereira apresentou ao II Congresso do Partido Comunista do Brasil (16 a 18 de maio de 1925). O livro só foi publicado em abril de 1926, sob o pseudônimo de Fritz Mayer e com indicação falsa do lugar de edição (Buenos Aires) para despistar a polícia política de Artur Bernardes.
A dialética de Brandão se reduzia à tríade “tese-antítese-síntese”, uma fórmula simplificadora muito difícil de ser encontrada em Hegel, mas que Brandão aplicava, avidamente, a tudo. O esquema triádico era aplicado, por exemplo, à interpretação do levante de 1924 e resultava no seguinte: Artur Bernardes, presidente da república, representante do agrarismo feudal, era a tese; Isidoro Dias Lopes, o general sublevado, representante da pequena-burguesia e do capital industrial, era a antítese; e a síntese, ainda por vir, era a revolução proletária, comunista.
Empolgado com sua dialética, Brandão submetia a trajetória do movimento operário no Brasil ao mesmo esquema triádico; e concluía: a tese era o período inicial, da hegemonia anarquista; a antítese era o período das perseguições desencadeadas por Epitácio Pessoa; e a síntese, mais uma vez, era o período da revolução proletária, inaugurado pela fundação do PCB.
Também à época desta reviravolta ideológica, Octávio Brandão deu informações consideradas dúbias pelos movimentos sindicais da época ao pesquisador John W.F. Dulles. Em 1925 esteve à frente da criação de A Classe Operária, o primeiro jornal de massas do Partido Comunista, da qual foi o primeiro editor. Dois anos depois foi editor-chefe do diário A Nação. As ideias comunistas passaram a ser difundidas mais amplamente entre os trabalhadores.
Em 1928 foi eleito como um dos intendentes para o Conselho de Intendência do então Distrito Federal pelo Bloco Operário e Camponês, frente eleitoral criada pelo PCB que então estava na clandestinidade. Logo após a guinada esquerdista da III Internacional, as ideias originais de Brandão sobre a revolução brasileira foram condenadas e acusadas de direitistas e mencheviques. Teve que fazer uma autocrítica e foi destituído dos cargos da direção partidária.
Perseguido e deportado pelo governo Vargas, em 1931 foi deportado para a Alemanha em consequência de suas atividades políticas. No entanto, conseguiu rumar para a União Soviética, onde permaneceu exilado por 15 anos. De lá, criticou a deflagração dos levantes militares de novembro de 1935, sob o comando de Luís Carlos Prestes, já então membro do PCB. Durante a Segunda Guerra Mundial trabalhou na Rádio de Moscou, produzindo programas em língua portuguesa. Também trabalhou na organização da Internacional Comunista, regressando somente em 1946.
Em 1947, de volta ao Brasil, foi eleito como um dos vereadores para a Câmara do Rio de Janeiro pelo PCB. Em 1948, porém, foi cassado juntamente com todos os parlamentares do PCB, após o cancelamento do registro do partido pelo Tribunal Superior Eleitoral (TSE), em maio do ano anterior. Em seguida, passou a viver na clandestinidade, assim permanecendo até 1958.
Apenas em 1958, durante o Governo Juscelino Kubitschek, pôde voltar à vida legal. Aqueles, no entanto, foram dias dramáticos para os comunistas. Dois anos antes, Khrushchov havia denunciado os crimes de Stalin e aberto uma crise sem precedente no movimento comunista internacional. Brandão foi atingido por essa crise e acabou, lentamente, se afastando da militância partidária. O descaso da direção do Partido pelos seus antigos militantes também contribuiu para sua atitude.
Voltou mais uma vez à clandestinidade com o golpe de 1964, só vindo a reaparecer publicamente em 1979.

## Morte
Morreu na cidade do Rio de Janeiro, em 1980, aos 83 anos. Todo o seu acervo está presente no Arquivo Edgard Leuenroth (AEL), vinculado a Universidade Estadual de Campinas (Unicamp), incluindo livros, documentos, cartas, bilhetes, dentre outros documentais.

## Obras
Figura essencial para a compreensão da história sociocultural de Alagoas, somente nos últimos anos seu nome vem sendo lembrado. Estudioso e pesquisador que foi, deixou um acervo monumental, o qual é utilizado até hoje como fonte para vários estudos acadêmicos desenvolvidos no Brasil.
Escrito nos idos de 1916-1917, o livro Canais e Lagoas representa um dos poucos registros da natureza que circundava o complexo lagunar Mundaú-Manguaba, quando a intervenção humana ainda não havia provocado mudanças significativas nesse notável ecossistema.
O livro traça um roteiro preciso do quão exuberante era a mata atlântica e seus recursos hídricos à época em que foi escrito e, por isso mesmo, serve de precioso contraponto ao absurdo representado pelo processo de irresponsável ocupação do solo que caracteriza, principalmente, a zona costeira do Brasil e, particularmente, o litoral de Alagoas.
Octavio Brandão, na verdade, foi nosso primeiro ecologista. Era dono de um idealismo sem limites e de grande coragem cívica, ainda que sofresse a frustração de não encontrar entre grande parte dos intelectuais da época `calor e simpatia, apoio e estímulo, justiça e compreensão´.
O livro Agrarismo e Industrialismo, de Octávio Brandão, é pioneiro na reflexão dos comunistas sobre a sociedade brasileira.
Em 1958, Octávio Brandão publicou O niilista Machado de Assis, primeira obra dedicada ao tema. O livro apresenta uma análise biográfica impressionista por meio da qual, ao atribuir o niilismo como um defeito tanto do autor quanto da obra, tenta desqualificar o escritor. Embora claramente secundário dentro da fortuna crítica machadiana, o livro de Brandão teve o mérito de levantar a discussão sobre o tema do niilismo na obra de Machado de Assis. No entanto, o pressentimento da importância do conceito de niilismo para a compreensão da obra machadiana é desproporcional à capacidade analítica para esclarecê-lo.

### Lista
- Agrarismo e industrialismo: ensaio marxista-leninista sobre a revolta de São Paulo e a guerra de classes no Brasil, São Paulo,1924.[44]
- Canais e lagoas, 1918.[38]
- O niilista Machado de Assis.  Rio de Janeiro: Organização Simões, 1958.[42]